# Rudolf Nowak
Rudolf Nowak (2. dubna 1919 Hrušov nad Odrou, nyní součást Ostravy – 2004) byl český fotbalový útočník a trenér. V dobovém tisku byl často uváděn i jako Novák. Jeho spolužákem a kamarádem byl mj. Vlastimil Brodský.

## Hráčská kariéra
V československé lize hrál za SK České Budějovice ve 13 zápasech a dal 5 ligových gólů. Začínal v SK Hrušov a od svých šestnácti let hrál za muže. V SK Karlova Huť si v sezoně 1942/43 zahrál ve druhé nejvyšší soutěži. Poté hrál za Lískovec a opět v divizi za SK Letná Zlín. Do Českých Budějovic přišel v roce 1945 a s malou přestávkou ve Slavoji České Budějovice (1956–1958) hrál za SK/Sokol JČE/Slavii/Dynamo až do svých 43 let.

### Prvoligová bilance
| Ročník              | Zápasy | Góly | Minuty | Klub                |
| ------------------- | ------ | ---- | ------ | ------------------- |
| Státní liga 1947/48 | 13     | 5    | 1 170  | SK České Budějovice |
| CELKEM              | 13     | 5    | 1 170  |                     |

## Trenérská kariéra
Po skončení hráčské kariéry se stal trenérem. Působil v řadě klubů (mj. Dynamo a Igla).